# Fazio Novello della Gherardesca
Bonifazio Novello della Gherardesca detto Fazio Novello (Pisa, 1305 circa – Pisa, marzo 1340) figlio di Gherardo, conte di Donoratico, fu capitano della masnada, capitano generale, capitano di Guerra e di Guardia di Pisa, promotore dello Studium Pisano.
Il padre Gherardo, undicesimo del suo nome, era figlio di Bonifazio (detto anch'egli Fazio), a sua volta figlio di Gherardo (1198-1268).

## Biografia
Figlio di Gherardo, conte di Donoratico, fu per due anni, fino al 1329, vicario imperiale a Pisa. Fu nominato capitano della masnada, capitano generale, capitano di Guerra e di Guardia di Pisa. Amministrò il potere riuscendo a restituire un periodo di libertà e di pace.
Nel gennaio del 1332, Fazio dovette affrontare il colpo di stato guidato dalla famiglia Orlandi con a capo il vescovo Gherardo Orlandi; tale attacco non fece altro che rinforzare la famiglia dei Della Gherardesca che riuscirono a reprimerli.
Il 10 novembre 1335 riuscì a reprimere con fermezza una ribellione organizzata dai membri di alcune delle più potenti famiglie pisane, della nobiltà (Gualandi, Lanfranchi, Casalei Galli, Sismondi, Upezzinghi, Gaddubbi Gaetani) e di Popolo (Buonconti, Da Vico).
Fu promotore dello Studium Pisano, che fu elevato a Studium Generale nel 1343 con la bolla papale In supremae dignitatis, siglata da Papa Clemente VI ad Avignone.